# Heinrich Fehlis
Heinrich Fehlis (Wulften am Harz, 1906. november 1. – Porsgrunn, 1945. május 11.) német
- jogász
- Gestapo employee

.

## Életrajza
Elberfeldben érettségizett, majd 1926 és 1931 között jogi tanulmányokat folytatott Marburgban, Berlinben és Bonnban. Ügyvédként lett az SA tagja 1933-ban és hamarosan belépett a Nemzetiszocialista Német Munkáspártba is. 1935-ben átkerült az SS-hez.

## Fordítás
- Ez a szócikk részben vagy egészben  a   Heinrich Fehlis című német Wikipédia-szócikk fordításán alapul.  Az eredeti cikk szerkesztőit annak laptörténete sorolja fel. Ez a jelzés csupán a megfogalmazás eredetét és a szerzői jogokat jelzi, nem szolgál a cikkben szereplő információk forrásmegjelöléseként.